# Danh sách người Do Thái Karaite

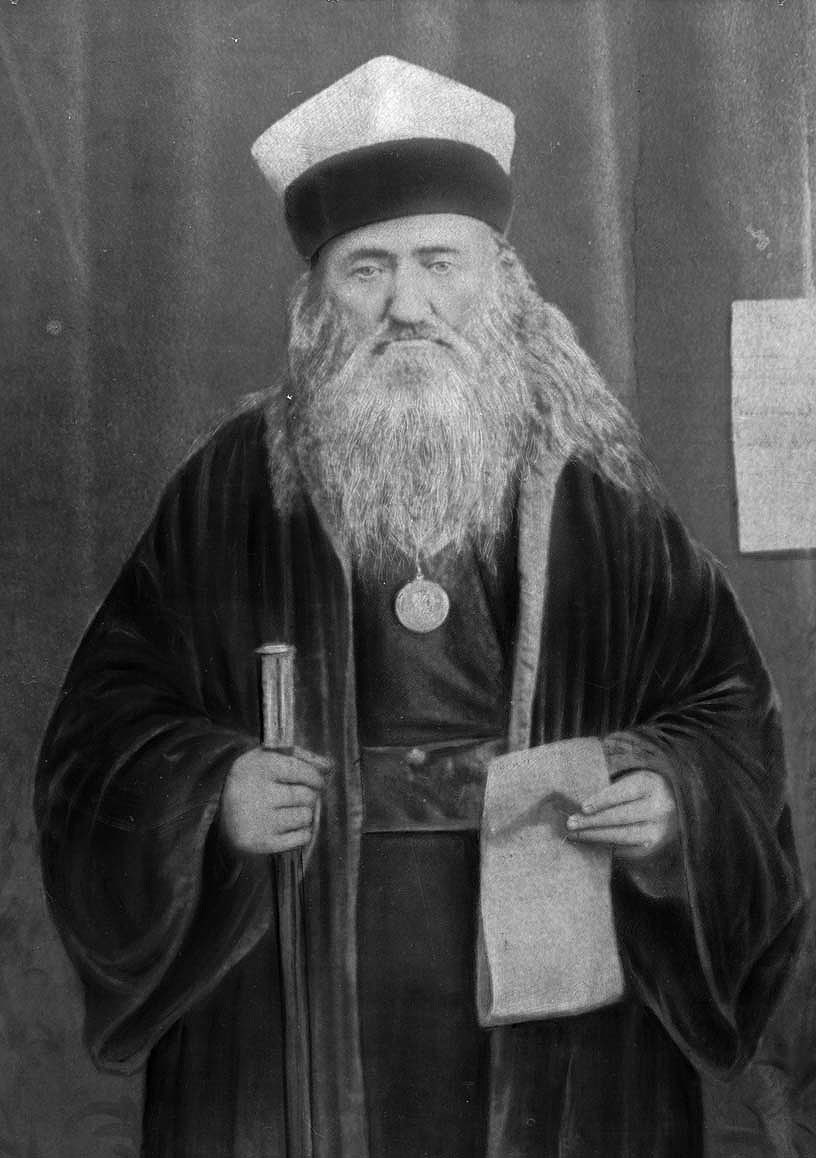
Abraham Firkovich nhà khảo cổ học người do thái nghiệp dư

Danh sách người Do Thái Karaite là danh sách những người do thái là tín đồ liên quan tới Do Thái Giáo Karaite.

## Damh sách

### Karaite giai đoạn đầu
Thế kỷ 8 -9 (700-899 CE)
- - 'Anan ben David, nhà sáng lập the Annanites
  - Benjamin al-Nahawandi

### Thời đại vàng son
Thể kỷ 10-12 (900-1199 CE)
- - Aharon ben Mosheh ben Asher (chết năm c.960 CE)
  - Daniel al-Qumisi, nhà học giả Kara'ite, nhà chỉ huy, người tiền ủng hộ chủ nghĩa phục quốc của người do thái
  - Ya'akov Qirqisani aka al-Kirkisani, nhà thuyết giáo, người viết sách, và nhà luận văn đầu thế kỷ thứ 10
  - Yehudah Hadasi, học giả thế kỷ 12th, nhà triết học, và nhà ngữ pháp Constantinople
  - Solomon ben Jeroham,nhà xuất bản và nhà tranh luận viên
  - Yefet ben Ali, người bình luận kinh thánh Babylonia

### Trung cổ
Thể kỷ thứ 13-17 (1200-1699 CE)
- - Aaron ben Elijah of Nicomedia (1328/9-1369), có lẽ là nhà thần học Kara'ite nổi bật nhất, được coi là đẳng cấp tương đương với Maimonides
  - Elijah Bashyazi (1420-1490), Hakham mã hóa luật Kara'ite
  - Yiṣḥaq b. Avraham of Troki, thế kỷ 16th người do thái và triết gia Lithuanian Kara'ite và viết những phân tích quan trọng và bảo vệ Do Thái giáo với Ki Tô Giáo tựa đề là Ḥizzuq Emunah (Pháo đài đức tin)
  - Mordecai Sultansky (1772-1862), nhà học giả nổi tiếng đã viết về thần học và nguồn gốc của người do thái Karaite

### Thời kỳ cận đại
Thế kỷ 18 và 19 (1700-1947 CE)

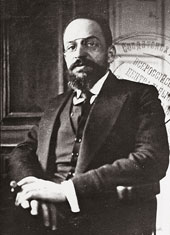
Adolph Joffe nhà cách mạng người Do Thái ở Nga

- - Abram Samoilovitch Besicovitch (1891-1970), nhà toán học Anh Nga
  - Adolph Joffe (1883-1927), người Nga, chính trị gia, nhà cách mạng Bolshevik, Soviet nhà ngoại giao
  - Avraham Firkovich hay Abraham Firkovich, lãnh đạo nổi tiếng của Crimean Karaites, một nhà sưu tập bản thảo rất quan trọng, một nhà khảo cổ học nghiệp dư
  - Samuel Maykapar (1867-1938), nhạc sĩ Liên Xô
  - Seraya Shapshal (1873-1961)
  - Sima Babovich (1790-1855)

### Thời kỳ đương đại
Thế kỷ 20-21 (1948 CE-nay)
- - Avrom Aryeh-Zuk Kahana, tác giả biên niên sử Kahana Chronicles xuất bản sách và tác giả trang blog Kahana's Voice
  - Avraham Kefeli, Ḥazzan ở Ashdod, Israel
  - Avraham Qanaï
  - Melech ben Ya'aqov, Ḥakham của World Alliance of Qara'im, và bảo trì trang website Karaite Insights
  - Joe Pessah, Lãnh đạo Hội dòng B'nai Y'Israel ở thành phố Daly, California
  - Meir Rekhavi, Ḥakham và đồng tác giả World Karaite Movement, giữ chức vụ Chancellor cho trường đại học Do Thái Karate, duy trì trang web Rekhavi.karaitejudaism.org
  - Moshe Marzouk (1926-1955), người Do Thái Ai Cập Kara'ite, bị treo cổ ở Ai Cập vì tham gia vào Chiến dịch Suzannah của Israel, còn được gọi là Lavon Affair
  - Nehemia Gordon, tác giả/học giả, đồng sáng lập hiệp hội World Karaite Movement
  - Moshe ben Yosef Firrouz, Trưởng môn và Vice-Chancellor của trường đại học Do Thái Karate, duy trì bảo dưỡng trang web Karaim.net
  - Yochanan Zaqantov, Hazzan và chủ tịch hội học sinh của trường đại học Do Thái Karate, bảo trì trang web KaraiteJudaism.org Lưu trữ ngày 20 tháng 9 năm 2017 tại Wayback Machine